# ردی نورتگیت
ردی نورتگیت (انگلیسی: Redde Northgate) شرکت اجاره خودرو بریتانیایی است، که در سال ۱۸۹۷ تأسیس شد.